# Yoshiaki Koizumi
Yoshiaki Koizumi (小泉 歓晃, Koizumi Yoshiaki, Mishima, 29 de abril de 1968) é um projetista, diretor e produtor japonês de jogos eletrônicos. Ele trabalha desde 1991 para a Nintendo e atua como oficial executivo e vice-gerente-geral de sua divisão Entertainment Planning & Development, sendo mais conhecido por suas contribuições para as séries The Legend of Zelda e Mario.
Koizumi se formou na Universidade de Artes de Osaka com o objetivo de tornar-se diretor de cinema, porém acabou se candidatando e sendo aceito para trabalhar na Nintendo. Seus primeiros trabalhos foram na criação das histórias de The Legend of Zelda: A Link to the Past e The Legend of Zelda: Link's Awakening, também começando a experimentar com o projeto de jogo e animações. Foi assistente de direção em Super Mario 64 e teve seu primeiro trabalho como diretor em The Legend of Zelda: Ocarina of Time, também cuidando de outras áreas como personagens e sistemas de jogo. Ele retornou como diretor na sequência The Legend of Zelda: Majora's Mask, sendo creditado como o responsável pelos elementos mais sérios da história.
Ele depois disso passou a trabalhar em títulos da série Super Mario, com o primeiro sendo Super Mario Sunshine e continuando em Super Mario Galaxy. Koizumi em seguida foi promovido a produtor da série, supervisionando o desenvolvimento de todos os jogos principais seguintes, incluindo Super Mario Galaxy 2 e Super Mario Odyssey. Além disso, ele atuou como produtor geral do console Nintendo Switch e foi nomeado em 2015 como vice-diretor da divisão Entertainment Planning & Development.

## Início de vida
Yoshiaki Koizumi nasceu no dia 29 de abril de 1968 em Mishima, Shizuoka, Japão. Ele contou que o primeiro jogo eletrônico que jogou na vida foi Super Mario Bros.: The Lost Levels quando tinha 21 anos de idade, quando pegou emprestado um Family Computer de um amigo. Koizumi formou-se no Departamento de Planejamento Visual Conceitual da Universidade de Artes de Osaka, tendo estudado cinema, drama, animação e até um pouco de storyboard. Ele originalmente queria tornar-se um diretor de cinema, porém candidatou-se a uma vaga na Nintendo a fim de ir atrás de seu objetivo de criar uma espécie de drama possível apenas no formato de jogos eletrônicos. A proximidade da empresa de sua universidade também influenciou sua escolha de carreira.

## Carreira
Koizumi entrou na Nintendo em abril de 1991 e logo foi designado para trabalhar na criação do manual de The Legend of Zelda: A Link to the Past, para o qual fez as artes, texto e diagramação. Ele concebeu no processo a história pregressa do jogo, as aparências das três deusas e os símbolos associados com cada uma. Koizumi foi novamente encarregado do manual de The Legend of Zelda: Link's Awakening, porém desta vez, já que o desenvolvimento ainda estava no começo, ele acabou criando toda a história e elementos de enredo como a ilha dentro de um sonho. Koizumi também trabalhou no projeto de eventos para as interações com os aldeões, escreveu as falas de certos personagens e projetou os padrões de comportamento dos chefões. Ele posteriormente fez experimentações com um protótipo poligonal de Zelda II: The Adventure of Link para o Super Nintendo Entertainment System. Koizumi tornou-se assistente de direção para Super Mario 64 e animador dos modelos tridimensionais, tendo trabalhado nos movimentos de nado de Mario junto com o diretor Shigeru Miyamoto.
Funcionários da Nintendo criaram conceitos iniciais para um jogo tridimensional de The Legend of Zelda enquanto desenvolviam Super Mario 64. Koizumi escreveu notas sobre lutas de espadas e combates contra vários oponentes. Ele juntou-se Toru Osawa e Jin Ikeda, tornando-se a terceira pessoa a começar a trabalhar no título que transformaria-se em The Legend of Zelda: Ocarina of Time. Koizumi consultou suas anotações e tentou incorporar em Ocarina of Time ideias cortadas de Super Mario 64. Osawa sugeriu que visitassem o Toei Kyoto Studio Park, um parque temático de estúdio de cinema, para procurarem inspiração. Lá, os três entraram em uma atração onde vários ninjas e um samurai estavam encenando um show. Koizumi observou como apenas um ninja atacava o samurai por vez enquanto os outros permaneciam esperando, o que lhe serviu de solução para projetar as batalhas contra vários inimigos. Osawa também percebeu como um ninja usando uma kusarigama movia-se ao redor do samurai em círculos sem nunca perder seu oponente. Essas duas observações tornaram-se a base para o sistema de mira empregado em Ocarina of Time. Koizumi ficou encarregado do protagonista Link e desenhou outros personagens. Ele também trabalhou nos ambientes tridimensionais, o sistema de câmera, os itens e alguns eventos e cenas.

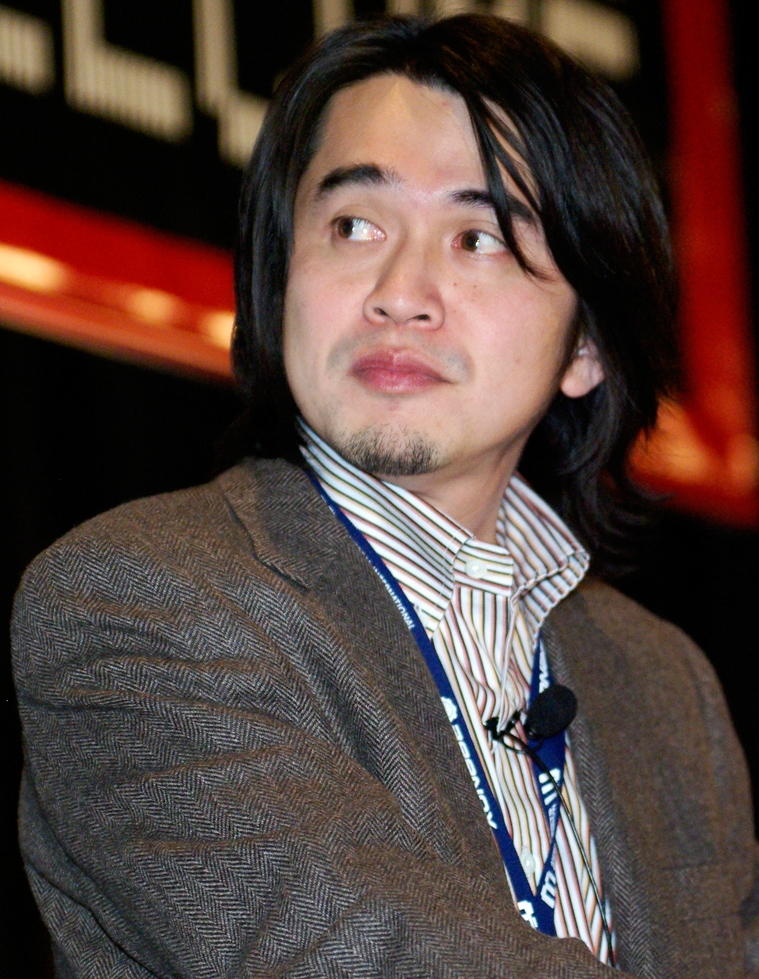
Koizumi em 2007.

Koizumi foi projetar um jogo de tabuleiro estilo "polícia e ladrão" que envolvia o jogador prender um criminoso no decorrer de uma semana dentro do jogo, que seria equivalente a uma hora na vida real. Entretanto, ele saiu do projeto para que pudesse ajudar no desenvolvimento de The Legend of Zelda: Majora's Mask, a sequência de Ocarina of Time. Koizumi trouxe seu conceito de "polícia e ladrão" com limite de tempo e a expandiu para a ideia de um mundo ameaçado pela queda de uma lua depois de ter sonhado acordado sobre a cena. O conceito foi corroborado pelo desejo de Miyamoto de ter um título "compacto" que poderia ser jogado repetidas vezes, com essas ideias evoluindo para um sistema de um loop temporal de três dias. Koizumi novamente ficou encarregado dos personagens principais. Ele também escreveu as rotinas dos habitantes da Vila do Relógio, tentando representar as vidas dos personagens da maneira mais realista possível. Grande parte dos elementos mais sérios de Majora's Mask vieram de Koizumi, algo que seu colega de trabalho Eiji Aonuma tentou contrabalancear ao colocar porções mais leves nas áreas em que ficou encarregado.
Ele foi transferido em 2003 para o departamento de desenvolvimento da Nintendo em Tóquio e dirigiu Donkey Kong Jungle Beat. A natureza bidimensional do título veio das tentativas de Koizumi de superar problemas com controles de câmera complexos em títulos tridimensionais. Estes esforços continuaram em Super Mario Galaxy. Os níveis esféricos do jogo eliminaram a possibilidade do jogador se perder ou a necessidade de se ajustar a câmera ao alcançar o fim de uma superfície plana. Ele dirigiu Galaxy e também envolveu-se bastante na criação de sua história, decidindo pela inclusão de um livro de contos de fadas opcional com histórias pregressas dos personagens. Depois disso foi promovido a produtor e gerente do Grupo de Desenvolvimento 2 de Tóquio, parte da divisão da Entertainment Analysis & Development. Koizumi tornou-se vice-gerente-geral da recém-formada Entertainment Planning & Development em setembro de 2015.
Koizumi pouco antes disso fora nomeado o produtor geral para o desenvolvimento do Nintendo Switch, um híbrido de console portátil e console de mesa. Um dos principais objetivos que a Nintendo tinha para o console era permitir que várias pessoas jogassem juntas, com esse pensamento levando ao conceito híbrido do sistema e a inclusão de dois controles. Koizumi também pessoalmente entrou em contato com diversas desenvolvedora externas junto com Shinya Takahashi, o gerente geral da Entertainment Planning & Development,  com os dois tendo viajado pelo mundo apresentando o conceito do Switch e convidando empresas a apoiarem o console ao desenvolverem títulos para ele. Pelo grande sucesso comercial do Switch, Koizumi foi eleito pela revista Bloomberg Businessweek como uma das cinquenta pessoas mais influentes de 2017. Em junho do ano seguinte ele foi nomeado um dos oficiais executivos da Nintendo, ao mesmo tempo mantendo seu cargo de vice-gerente-geral da Entertainment Planning & Development.

## Filosofia
Se você pensar em jogos apenas como algo com que se interage, você está perdendo a possibilidade de imersão. As inspirações que eu costumo ter para isso vem da própria vida real. Escalar uma montanha, ver uma caverna e pensar no que tem dentro. É esse sentimento de maravilhamento e excitação que eu quero que os jogadores sintam.

— Koizumi sobre sua filosofia de projeto
Koizumi é um pupilo de Shigeru Miyamoto e frequentemente tira suas ideias de influências do mundo real como escalada. Ele tenta surpreender os jogadores ao criar mundos ficcionais que apresentam ambientes visualmente impressionantes e mecânicas de jogabilidade difíceis, mesmo assim garantindo "uso fácil" e navegação e controle sem obstáculos. Koizumi afirmou que a maior parte de seu trabalho em um jogo eletrônico é gasta em personagens jogáveis e suas habilidades a fim de encontrar um equilíbrio entre "diversão e complexidade". Ele mencionou ritmo e tempo como alguns dos aspectos mais importantes em um título da série Mario, enquanto a antecipação de um desafio sendo um fator crucial em um jogo de The Legend of Zelda. Diferentemente de Miyamoto, Koizumi frequentemente tenta colocar elementos narrativos nos jogos em que trabalha. Ele costuma treinar sua equipe ao dar pistas sobre a direção que devem seguir em vez de simplesmente lhe passar a solução de um problema.

## Trabalhos
| Ano  | Título                                  | Plataforma                          | Crédito(s)                                                                                     |
| ---- | --------------------------------------- | ----------------------------------- | ---------------------------------------------------------------------------------------------- |
| 1991 | The Legend of Zelda: A Link to the Past | Super Nintendo Entertainment System | Arte impressa, manual                                                                          |
| 1992 | Super Mario Kart                        | Super Nintendo Entertainment System | Ilustrador                                                                                     |
| 1993 | The Legend of Zelda: Link's Awakening   | Game Boy                            | Roteirista, projetista de evento, projetista de chefão, manual                                 |
| 1995 | Super Mario World 2: Yoshi's Island     | Super Nintendo Entertainment System | Projetista de computação gráfica                                                               |
| 1996 | Super Mario 64                          | Nintendo 64                         | Assistente de direção, animador                                                                |
| 1998 | The Legend of Zelda: Ocarina of Time    | Nintendo 64                         | Diretor de sistema 3D, projetista de jogo, desenhista de personagens, projetista de evento     |
| 1999 | Super Smash Bros.                       | Nintendo 64                         | Denhista de personagens                                                                        |
| 2000 | The Legend of Zelda: Majora's Mask      | Nintendo 64                         | Diretor de sistema de jogo, projetista de jogo desenhista de personagens, projetista de evento |
| 2002 | Super Mario Sunshine                    | Nintendo GameCube                   | Diretor                                                                                        |
| 2002 | The Legend of Zelda: The Wind Waker     | Nintendo GameCube                   | Assistente de direção                                                                          |
| 2004 | Donkey Kong Jungle Beat                 | Nintendo GameCube                   | Diretor                                                                                        |
| 2007 | Super Mario Galaxy                      | Wii                                 | Diretor, projetista de jogo, roteirista                                                        |
| 2008 | Flipnote Studio                         | Nintendo DSi                        | Produtor                                                                                       |
| 2010 | Super Mario Galaxy 2                    | Wii                                 | Produtor                                                                                       |
| 2011 | Super Mario 3D Land                     | Nintendo 3DS                        | Produtor                                                                                       |
| 2013 | Super Mario 3D World                    | Wii U                               | Produtor                                                                                       |
| 2013 | Flipnote Studio 3D                      | Nintendo 3DS                        | Produtor                                                                                       |
| 2015 | The Legend of Zelda: Majora's Mask 3D   | Nintendo 3DS                        | Supervisor                                                                                     |
| 2017 | Super Mario Odyssey                     | Nintendo Switch                     | Produtor                                                                                       |